# 스타니슬라우 드라훈
스타니슬라우 에두아르다비치 드라훈(벨라루스어: Станіслаў Эдуардавіч Драгун, 러시아어: Станислав Эдуардович Драгун 스타니슬라프 예두아르도비치 드라군[*], 1988년 6월 4일 ~ )은 벨라루스의 전직 축구 선수로 현역 시절 미드필더로 활약했다.

## 클럽 경력
2004년 스크비치 민스크에서 데뷔한 후 2023년 은퇴할 때까지 19년동안 FC 호멜, 디나모 민스크, 크릴리야 소베토프 사마라, 디나모 모스크바, FC 오렌부르크, 바테 보리소프 등 자국 리그인 벨라루스 프리미어리그와 해외 리그인 러시아 프리미어리그 및 러시아 퍼스트 리그 등에서 미드필더로 활약하며 스크비치 민스크의 2004 시즌 벨라루스 2부 리그 우승, FC 고멜의 2007 시즌 벨라루스 프리미어리그 준우승, 디나모 민스크의 2연속 벨라루스 프리미어리그 준우승(2008, 2009) 및 2012 시즌 리그 3위, 사마라의 2014-15 시즌 러시아 퍼스트 리그 우승, 바테 보리소프의 리그 2연속 우승(2017, 2018) 및 3회 연속 준우승(2019, 2020, 2021), 2022 시즌 리그 3위, 벨라루스컵 2회 연속 우승(2020, 2021) 및 2회 준우승(2018, 2022) 등에 공헌했다.

## 국가대표팀 경력
벨라루스 U-21 대표팀 소속으로 2011년 UEFA 유러피언 U-21 챔피언십에 출전하여 3위라는 벨라루스의 UEFA 주관 대회 역대 최고 성적과 함께 사상 첫 올림픽 본선행에 기여했고 이후 이듬해에 열린 2012년 하계 올림픽 본선에 와일드카드 자격으로 출전하여 벨라루스 축구 역사상 올림픽 첫 승에도 크게 이바지했다.
그리고 벨라루스 성인대표팀 소속으로 2011년 8월 10일 불가리아와의 친선 경기에서 국제 A매치 데뷔전을 치른 뒤 같은 해 10월 7일 생애 첫 국제 대회인 루마니아와의 UEFA 유로 2012 예선 D조 최종전에서 A매치 데뷔골을 신고했다.
이후 2018-19년 UEFA 네이션스리그 D 6경기에서 무려 5골을 폭격하며 팀의 차기 시즌 리그 C 승격과 함께 사상 첫 유로 대회 예선 플레이오프 진출에도 기여했으며 2020년 9월 7일 카자흐스탄과의 2020-21년 UEFA 네이션스리그 C 4조 2차전을 끝으로 A매치 통산 68경기 11골의 기록을 남기고 국가대표팀 유니폼을 반납했다.

## 수상

### 클럽
스크비치 민스크
- 벨라루스 2부 리그 : 우승 (2004)

FC 호멜
- 벨라루스 프리미어리그 : 준우승 (2007)

디나모 민스크
- 벨라루스 프리미어리그 : 준우승 (2008, 2009), 3위 (2012)

 크릴리야 소베토프 사마라
- 러시아 퍼스트 리그 : 우승 (2014-15)

바테 보리소프
- 벨라루스 프리미어리그 : 우승 (2017, 2018), 준우승 (2019, 2020, 2021), 3위 (2022)
- 벨라루스컵 : 우승 (2019-20, 2020-21), 준우승 (2017-18, 2021-22)
- 벨라루스 슈퍼컵 : 우승 (2017), 준우승 (2018, 2019, 2021)

### 국가대표팀
벨라루스 U-21
- UEFA 유러피언 U-21 챔피언십 : 3위 (2011)